# Sebastião de Luxemburgo
Sebastião Henrique Maria Guilherme (em francês: Sébastien Henri Marie Guillaume; Luxemburgo,16 de abril de 1992) é um príncipe de Luxemburgo, quinto e último filho do grão-duque Henrique, e de sua esposa, a grã-duquesa Maria Teresa.
Ele e seu pai fazem aniversário no mesmo dia e, como filho do Grão-Duque, está na linha de sucessão ao trono luxemburguês.
Tem quatro irmãos mais velhos: o Príncipe Herdeiro Guilherme, o Príncipe Félix, o Príncipe Luís e a Princesa Alexandra.  

## Biografia
Nasceu na Maternidade Grã-Duquesa Charlotte, localizada na cidade de Luxemburgo (cidade).
Os seus padrinhos são o seu irmão Grão-Duque Herdeiro Guilherme e a princesa Astrid da Bélgica. 

## Educação
Sebastião fez a Educação Infantil na escola de Angelsberg e o Ensino Fundamental na Escola Internacional de St.George, ambas em Luxemburgo. Em seguida estudou no Reino Unido, na Sunningdale School e no Ampleforth College, tendo em seguida terminado o Ensino Médio com um curso e de International Baccalaureate  na Escola Internacional de Luxemburgo (International School of Luxembourg). Nos Estados Unidos, estudou na Franciscan University de Steubenville, onde se formou em 2015 como bacharel em Ciências do Marketing e da Comunicação (Bachelor of Science in Marketing and Communications).  

## Idiomas
O Sebastião tem como idioma nativo o luxemburguês. Fora a isso, ele também é fluente em os idiomas francês, alemão e inglês; e também tem um bom conhecimento de espanhol.

## Esportes
Como atividades de lazer, gosta de escalada, esqui, natação e rugby. 

## Carreira Militar
Entre 2016 e 2017 atendeu ao curso de um ano para preparação de oficiais militares na Real Academia Militar de Sandhurst na Inglaterra. Desde então, ele comanda um pelotão da Guarda Irlandesa (Irish Guards), um regimento das Forças Armadas Britânicas, onde seu avó João, Grão-Duque de Luxemburgo, serviu durante a Segunda Guerra Mundial.  
Meses depois de ter se formado, em setembro de 2017, ele também prestou juramento militar em Luxemburgo, na presença dos pais e da secretária de Estado da Defesa, Francine Closene. 

## Atividades oficiais
Quando a sua agenda permite, o príncipe Sebastião participa de algumas cerimônias ou atividades oficiais da família grão-ducal luxemburguesa, como as celebrações do Dia Nacional de Luxemburgo. 

## Títulos
- 16 de abril de 1992 - até o momento; Sua Alteza Real o Príncipe Sebastião de Luxemburgo, Príncipe de Nassau, Príncipe de Bourbon-Parma

## Genealogia
| Sebastião de Luxemburgo | Pai: Henrique, Grão-Duque de Luxemburgo | Avô paterno: João, Grão-Duque de Luxemburgo       | Bisavô paterno: Félix de Bourbon-Parma             |
| Sebastião de Luxemburgo | Pai: Henrique, Grão-Duque de Luxemburgo | Avô paterno: João, Grão-Duque de Luxemburgo       | Bisavó paterna: Carlota, Grã-Duquesa de Luxemburgo |
| Sebastião de Luxemburgo | Pai: Henrique, Grão-Duque de Luxemburgo | Avó paterna: Josefina Carlota da Bélgica          | Bisavô paterno: Leopoldo III da Bélgica            |
| Sebastião de Luxemburgo | Pai: Henrique, Grão-Duque de Luxemburgo | Avó paterna: Josefina Carlota da Bélgica          | Bisavó paterna: Astrid da Suécia                   |
| Sebastião de Luxemburgo | Mãe: Maria Teresa Mestre y Batista      | Avô materno: José Antonio Mestre                  | Bisavô materno:                                    |
| Sebastião de Luxemburgo | Mãe: Maria Teresa Mestre y Batista      | Avô materno: José Antonio Mestre                  | Bisavó materna:                                    |
| Sebastião de Luxemburgo | Mãe: Maria Teresa Mestre y Batista      | Avó materna: Maria Teresa Batista-Falla de Mestre | Bisavô materno:                                    |
| Sebastião de Luxemburgo | Mãe: Maria Teresa Mestre y Batista      | Avó materna: Maria Teresa Batista-Falla de Mestre | Bisavó materna:                                    |